# Aonidiella messengeri
Aonidiella messengeri är en insektsart som beskrevs av Mckenzie 1953. Aonidiella messengeri ingår i släktet Aonidiella och familjen pansarsköldlöss. Inga underarter finns listade i Catalogue of Life.